# Alonsoa serrata
Alonsoa serrata là một loài thực vật có hoa trong họ Huyền sâm. Loài này được Pennell mô tả khoa học đầu tiên năm 1920.